# مارغريتا وينبرغ
غون مارغريتا وينبرغ (بالسويدية: Margareta Winberg)‏ (ولدت تحت اسم غوستافسون في 13 أغسطس 1947) هي سياسية ديمقراطية اشتراكية سويدية . شغلت وينبرج العديد من المناصب الوزارية في الحكومة الثالثة لإنغفار كارلسون ومجلس وزراء غوران بيرسون ‏ من 1994 إلى 2003 ، وكانت نائب رئيس وزراء السويد ‏ من 2002 إلى 2003.  شغلت منصب وزير الزراعة ‏ من 1994 إلى 1996 ومرة أخرى من 1998 إلى 2002 ، ووزيرة العمل من 1996 إلى 1998 ، وبالإضافة إلى ذلك، شغلت منصب وزير المساواة بين الجنسين ‏ من 1998 إلى 2003.
أصبحت شخصية مثيرة للجدل في النقاش العام، بعد مقابلة أجرتها مع الفيلم الوثائقي السويدي صراع الأجناس The Gender War في عام 2005. في الجزء الثاني من الفيلم الوثائقي المكون من جزأين، أعربت وينبرج عن دعمها القوي للإيديولوجية إيفا لوندغرين من الحركة النسائية المتطرفة حيث أجبرت معاهد التعليم العالي على تعليم النظرية النسوية كحقيقة، من أجل إحداث تغييرات في المجتمع. 
داخل الاشتراكيين الديمقراطيين، كانت معروفة بتوجهاتها الشكوكية الأوروبية، يوروبيك ، وكانت واحدة من وزيرين يخوضان حملة لصالح «لا» في استفتاء عام 1994 حول عضوية السويد في الاتحاد الأوروبي . كانت كذلك ضد تبني اليورو ، لكن كنائب لرئيس الوزراء، خففت من مشاركتها وظهورها في استفتاء عام 2003 حول هذه المسألة.
من عام 2003 إلى 2007 ، شغلت منصب سفيرة السويد في البرازيل .

## روابط خارجية
- مارغريتا وينبرج في موقع Riksdag

| المواقع السياسية        | المواقع السياسية                     | المواقع السياسية          |
| ----------------------- | ------------------------------------ | ------------------------- |
| سبقها كارل إريك أولسون ‏ | وزير الزراعة ‏ 1994-1996              | تبعها أنيكا berghnberg ‏   |
| سبقها أندرس ساندستروم ‏  | وزير العمل ‏ 1996-1998                | تبعها بيورن روزنغرن       |
| سبقها أنيكا berghnberg ‏ | وزير الزراعة ‏ 1998-2002              | تبعها آن كريستين نيكفيست ‏ |
| سبقها Ulrica Messing    | وزير المساواة بين الجنسين ‏ 1998-2003 | تبعها منى سهلين           |
| سبقها لينا هيلم والين   | نائب رئيس وزراء السويد ‏ 2002-2003    | تبعها ماريتا أولفسكوج ‏    |
| المشاركات الدبلوماسية   |                                      |                           |
| سبقها ستافان Åberg      | سفير السويد في البرازيل 2004-2007    | تبعها أنيكا ماركوفيتش ‏    |